# Viviennea dolens
Viviennea dolens là một loài bướm đêm thuộc phân họ Arctiinae, họ Erebidae được Herbert Druce mô tả lần đầu năm 1904. Loài này có ở Paraguay và bang Santa Catarina của Brasil.